# San Diego
San Diego je přímořské město v americkém státě Kalifornie nacházející se na jihozápadním pobřeží Spojených států. V roce 2015 tu žilo 1,395 miliónu obyvatel. Je to druhé největší město v Kalifornii a osmé největší město ve Spojených státech. Nachází se severně od státní hranice s Mexikem, přičemž přímo sousedí s mexickým městem Tijuana. San Diego je sídlem hlavního štábu amerického námořnictva. Má přímořské podnebí a nachází se zde mnoho pláží. Průměrná roční teplota je 18 °C. Hlavním zdrojem příjmů města jsou kromě přínosů z přítomnosti námořních sil turismus, obchod, stavba lodí, biotechnologie, počítačové vědy a elektronika.

## Historie
Poblíž San Diega bylo nalezeno prehistorické sídliště, které patří k vůbec nejstarším na americkém kontinentě. V době předkolumbovské byla oblast osídlena především lidmi mluvícími jazyky hokan.
První Evropané se tu vylodili v roce 1542. V roce 1602 zde přistál španělský conquistador Sebastian Viscaino a pojmenoval toto místo podle jednoho z katolických svatých San Diego. V 18. století zde byla založena misijní stanice.
Objevení nalezišť zlata roku 1869 nastartovalo zlatou horečku a do města byla zavedena železnice. Přes pokusy o modernizaci města během výstavy Panamá-California (1915–1916) a výstavby leteckých závodů zůstalo San Diego až do druhé světové války relativně provinčním městem. Po napadení Pearl Harboru Japonskem byl do San Diega přesunut hlavní štáb Americké pacifické flotily (US Pacific Fleet), což vedlo k rozmachu místní ekonomiky.

## Pamětihodnosti
Gaslamp Quarter (Čtvrť plynových lamp): jediná zachovalá část města z 19. století. V 80. letech 20. století bylo rozhodnuto o demolici a přestavbě této čtvrti. Proti tomuto postupu se zvedla místní vlna rozhořčení a historický Gaslamp Quarter byl zachován a jeho jedinečného charakteru využito pro přitažení turistů. Dnes zde najdeme bary, kluby, hostely.

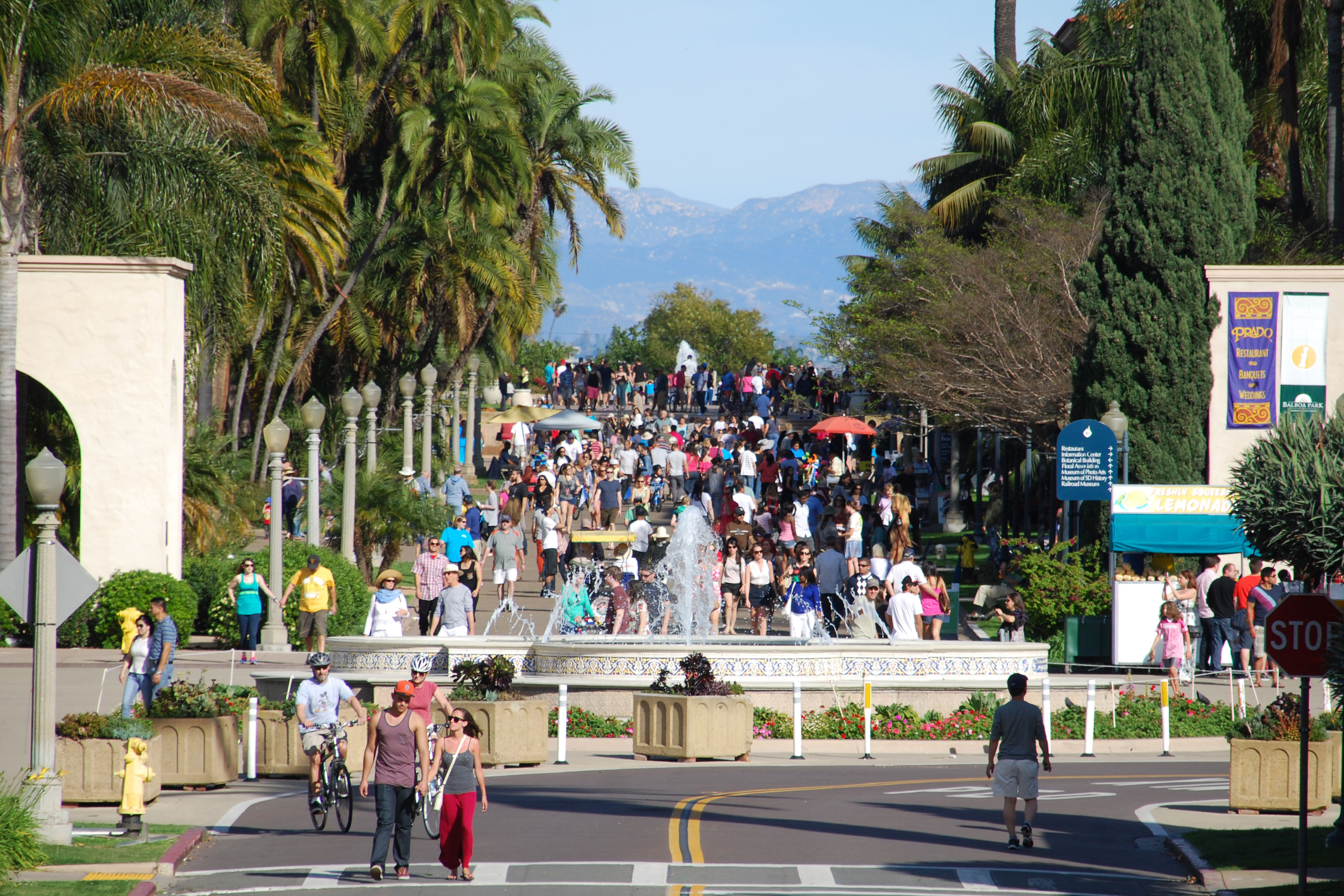
Balboův park

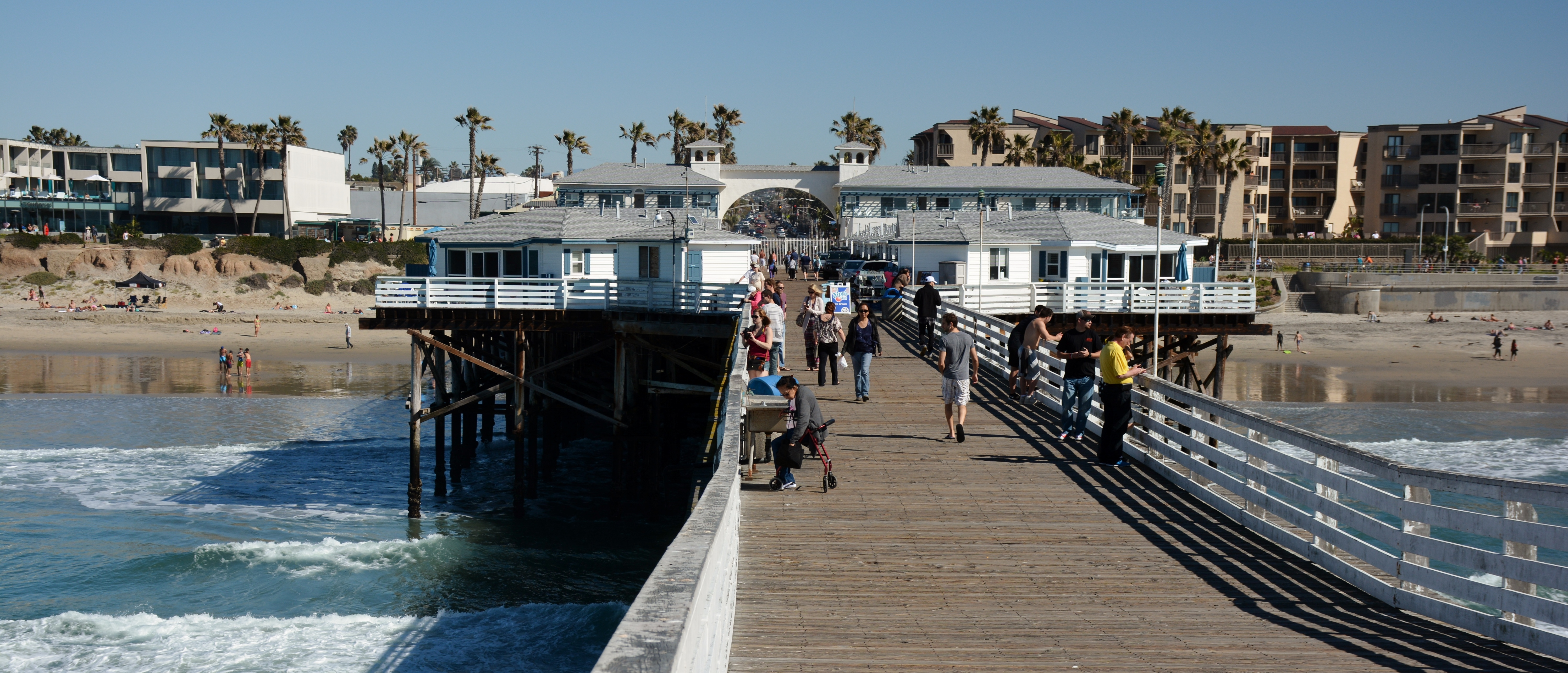
Pláž Pacific Beach v San Diegu

Balboa Park: V 19. století populární místní park, pojmenovaný po španělském conquistadorovi Vascovi de Balboa, se stal v roce 1915–1916 místem konání výstavy Panamá-California a v roce 1935 výstavy Pacific-California. Během těchto výstav zde došlo k výstavbě mnoha romantických budov v pseudokoloniálním španělském stylu (např. Casa de Balboa nebo Muzeum člověka) a v různých stylech exotických (např. vliv architektury starého Mali). Dnes jsou tyto domy domovem různých muzeí (San Diego Museum of Arts, Museum of Man, Timken Museum of Arts, Natural History Museum atd.). Nedaleko odsud se nachází San Diego Zoo, jedna z vůbec nejzajímavějších zoologických zahrad na světě. Starají se v ní o mnoho unikátních druhů (např. panda velká) a její vedení se snaží velmi citlivě vytvářet výběhy a interiéry.
Atrakcí Balboa Parku je také Mezinárodní vesnice, kde mají svůj domeček téměř všechny vyspělé státy světa, mezi nimi je i společný dům Česka a Slovenska. Součástí jsou i ochutnávky tradičních pochoutek příslušných států.
Dominantou parku je také botanická zahrada „Balboa Park“, která jak zvenčí tak i uvnitř působí velmi impozantně.
Celý park se rozprostírá na velké ploše a na jeho prohlídku nepostačí jediný den. Je zde řada oblíbených restaurací. Nalézá se v něm také divadlo „Old Globe“, v jehož repertoáru nechybí dramata a komedie Williama Shakespeara.
Embarcadero: přístav z 19. století byl změněn na promenádu podél mořského břehu. Najdeme zde mořské muzeum a supermoderní Konferenční centrum (Convention Center).
Little Italy: V polovině 19. století osídlena italskými rybáři a svůj středomořský charakter si zachovala dodnes. Místo mnoha restaurací, barů a pizzerií. Stará architektura se tu snoubí s moderní.
Coronado Bridge je obrovský most přes záliv San Diego Bay, jenž spojuje San Diego s menším městem Coronado. Je určen jen pro automobilovou dopravu a zvláště v noci, kdy je osvětlený, působí nádherně. Nechybí ani na jedné pohlednici z města San Diego.
Hotel Del Coronado, který stojí v blízkém městě Coronado, je jeden z nejstarších, nejslavnějších a nejmalebnějších hotelů v celých USA. V něm a na pláži Coronado Beach se natáčely scény z filmu Někdo to rád horké. Upomínky na herečku Marilyn Monroe lze v prostorách hotelu nalézt ještě v současnosti.
Mrakodrapy:
- One America Plaza v pobřežní čtvrti v centru San Diega,  má 34 pater a výšku 152 m.
- Symphony Towers  v historické finanční čtvrti v centru San Diega, má 34 pater a výšku 152 m, je zhruba o 0,3 metru nižší než One America Plaza.
- Imperial Bank Tower  má 24 pater a výšku 108 m, byl dokončen v roce 1982.

## Školství
Ve městě je několika univerzit, včetně UC San Diego, San Diego State University a University of San Diego.

## Demografie

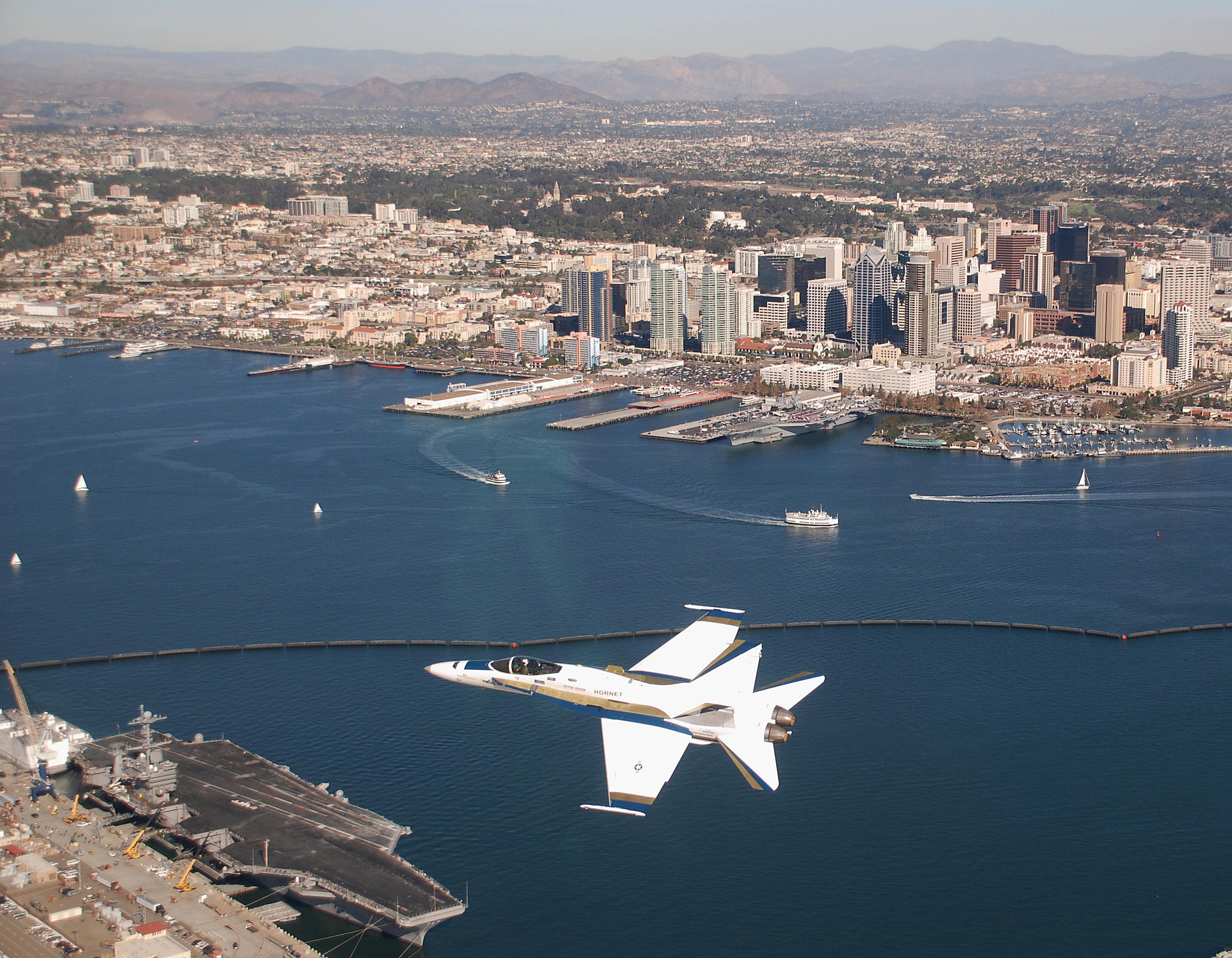
F/A-18 Hornet letící nad San Diegem

Podle sčítání lidu z roku 2014 zde žilo 1,381,069 obyvatel.

### Rasové složení
- 58,9 % bílí Američané
- 6,7 % Afroameričané
- 0,6 % američtí indiáni
- 15,9 % asijští Američané
- 0,5 % pacifičtí ostrované
- 12,3 % jiná rasa
- 5,1 % dvě nebo více ras

Obyvatelé hispánského nebo latinskoamerického původu, bez ohledu na rasu, tvořili 28,8 % populace.

## Doprava

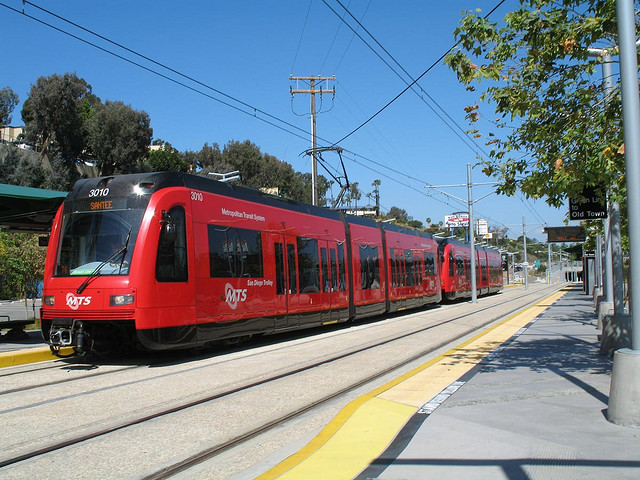
Tramvaj značky Siemens v typicky červené barvě

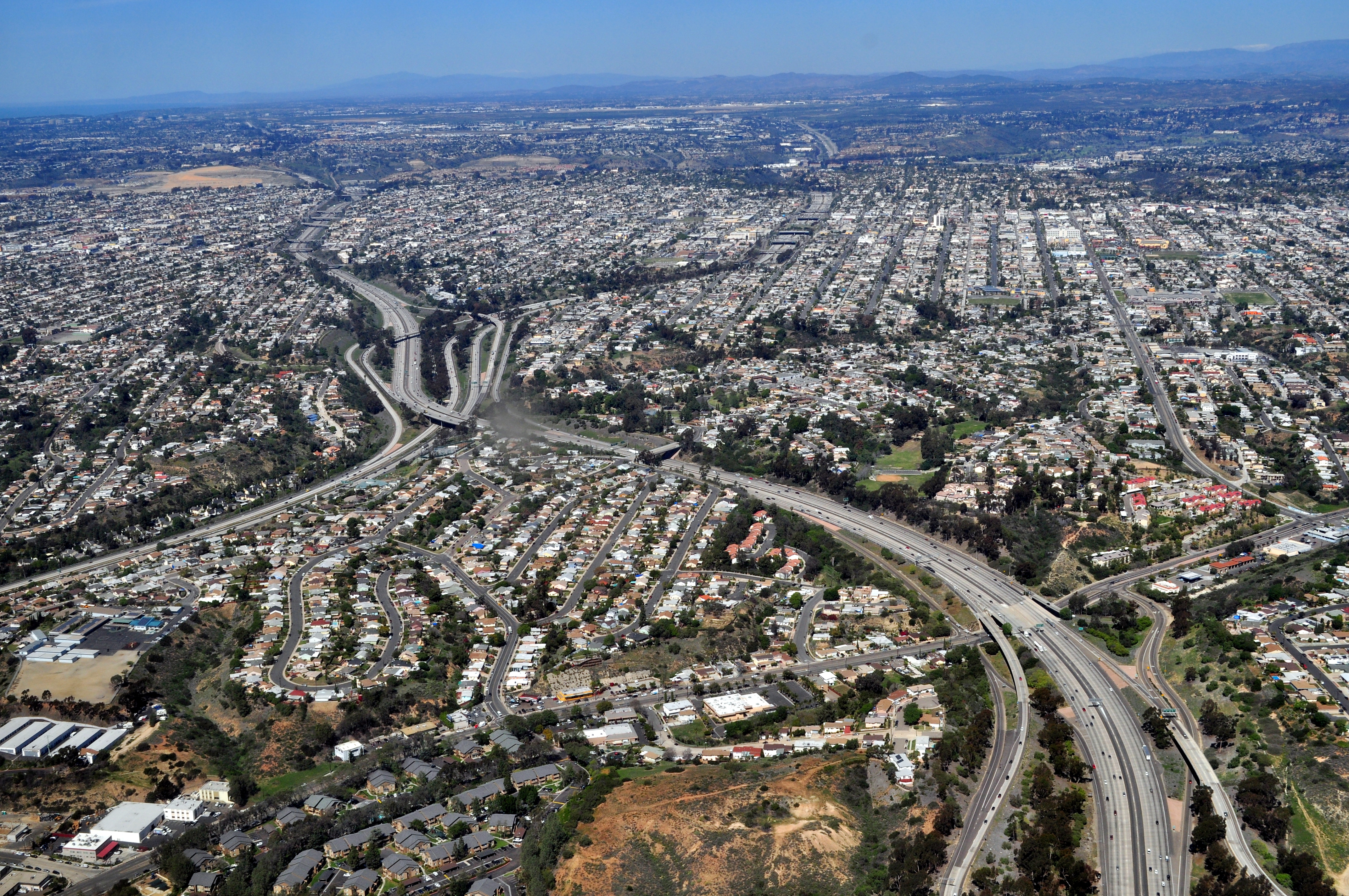
Zástavba na předměstí San Diega

### Veřejná doprava
Veřejnou dopravu využívají méně než 3 % obyvatel San Diega. Dopravu v okrese je zajišťována autobusy, rychlodrážními tramvajemi a příměstskými vlaky.

## Sport
MLB: San Diego Padres

## Zajímavosti
Největším zaměstnavatelem ve městě je Námořnictvo Spojených států amerických s 55 300 zaměstnanci.

## Osobnosti
- Gregory Peck (1916–2003), herec, držitel Oscara
- Cliff Robertson (1923–2011), herec, držitel Oscara
- Robert Duvall (* 1931), herec, držitel Oscara
- Seraphim Rose (1934–1982), americký jeromonach, šiřitel pravoslaví v západním světě
- Maureen Connollyová (1934–1969), profesionální tenistka
- Kris Jenner (* 1955), televizní osobnost a podnikatelka
- Stephanie Seymourová (* 1968), herečka a modelka
- Cameron Diaz (* 1972), herečka a modelka
- Adam Brody (* 1979), herec
- Adam Driver (* 1983), herec
- Ryan Ochoa (* 1996), herec
- Brandon Nakashima (* 2001), profesionální tenista

## Partnerská města
- Alcalá de Henares, Španělsko
- Campinas, Brazílie
- Cavite City, Filipíny
- Džalálábád, Afghánistán
- Edinburgh, Skotsko, Velká Británie
- Jeonju, Jižní Korea
- Jokohama, Japonsko
- León, Mexiko
- Perth, Austrálie
- Tema, Ghana
- Tchaj-čung, Tchaj-wan
- Varšava, Polsko
- Vladivostok, Rusko
- Jen-tchaj, Čína